# ヒルフィギュア

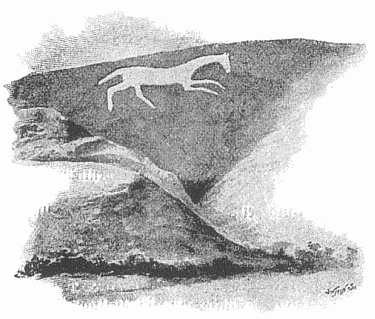
馬のヒルフィギュア

ヒルフィギュア（英語: hill figure）とはイギリスの石灰岩の丘陵地帯に描かれた地上絵である。ヒルフィガー、丘絵、丘陵像とも訳される。チョークフィギュア（chalk figure）、チョークカービング（chalk carving）、チョークホース（chalk horse）、ホワイトホース（white horse）などとも呼ばれる。上空からではなく、向かいあった斜面や遠方など地上から見ることを意識して作られている。有名なヒルフィギュアに「アフィントンの白馬（Uffington White Horse）」「サーン・アバスの巨人（Cerne Abbas Giant）」「ウィルミントンのロングマン（Long Man of Wilmington）」などがある。

## 概要
急斜面の草と土壌を削って溝を掘り、基盤の石灰岩を露出させて画いた地上絵は、緑と白のコントラストが鮮やかで、遠方からでも、はっきりと見ることができる。単に溝を掘るだけでなく、基盤岩よりも鮮やかな色の瓦礫を埋める場合もある。
イギリスの丘の斜面には、多くのヒルフィギュアが刻まれている。南部に集中しているが、北部にも存在する（地図）。題材は馬が最も一般的で、人や動物、十字架や紋章などもある。よく古代遺跡と勘違いされるが、実際にはほとんどのものが18世紀以降の作である。例外として「アフィントンの白馬」は青銅器時代作とされる。製作動機は多様で、はっきりとしないものも多い。宗教的なもの、記念碑として、政治目的、広告のため、などが考えられている。現代でも記念や看板として新しく製作されることがある。
ヒルフィギュアは定期的な保守作業を続けないと、風化・埋没して消滅してしまう。そのため「古いヒルフィギュア」とは、地域のランドマークとして長年に亘り定期的な手入れをされ続けてきたものであることを意味する。

## 有名なヒルフィギュア

### アフィントンの白馬

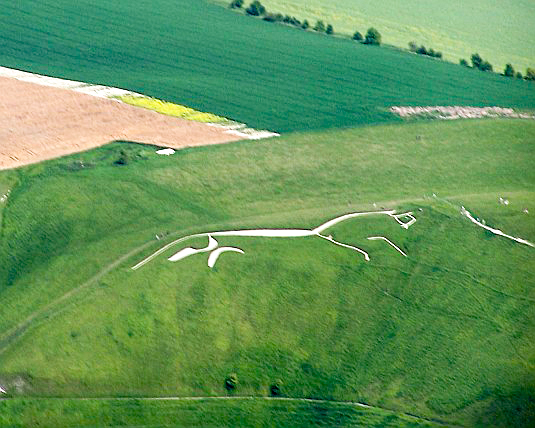
アフィントンの白馬の航空写真

アフィントンの白馬（Uffington White Horse）は、様式化された線で画かれた馬のヒルフィギュアである。「アッフィントンの白馬」とも表記する。長さ110メートル。イングランド南部、ウォンテジの西方約8 km、鉄器時代の砦跡（Uffington Castle）のある丘の斜面に刻まれている。地上から図の全貌を眺めることは難しいが、「White Horse Hill car park」や「Uffington White Horse」を目指すと、道中遠方から全体を確認することができる。
1994年の考古学調査時に行われたOSL年代測定結果から、約3000年前の青銅器時代から存在しているとされている。またこの周辺には多くの先史時代の遺跡が存在している。
この馬のヒルフィギュアは、丘の砦に関係する部族のシンボルではないかと考えられている。デザインはケルト人のコインを模しているという説もある（比較写真）。最近の説では、街道の通行者に馬を宣伝するためのものだったともいわれる。地元の人々の間では何世紀もの間、ゲオルギウスが殺したドラゴンの図だと思われていた。
長年、伝統的な祭の一環として、7年ごとのヒルフィギュアの手入れが続けられていたが、19世紀後半からは地元による定期的な管理が行われなくなり、図が不明瞭になっていったため、現在はイングリッシュ・ヘリテッジによる保存管理が行われている。

### サーン・アバスの巨人

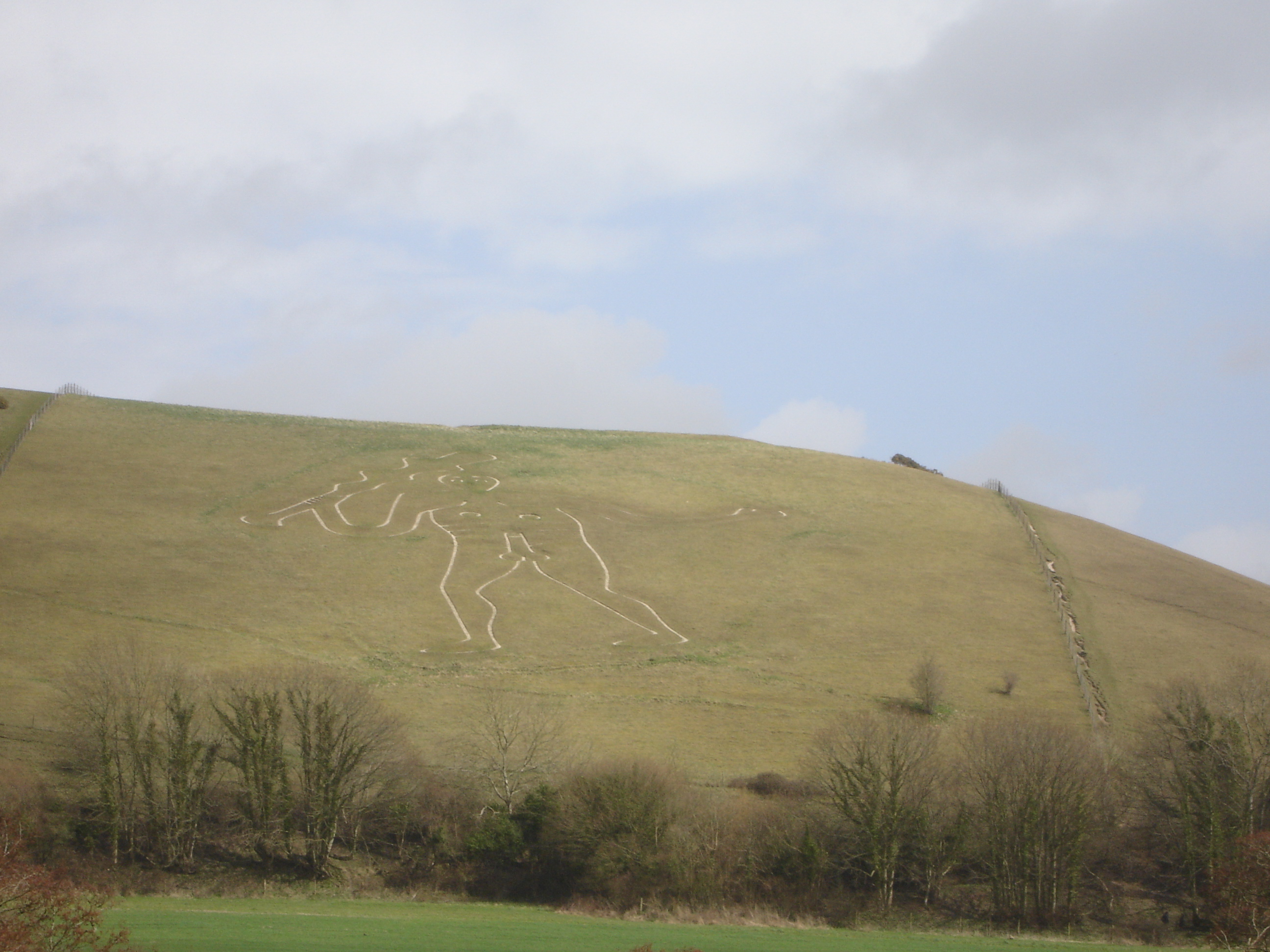
サーンアバスの巨人

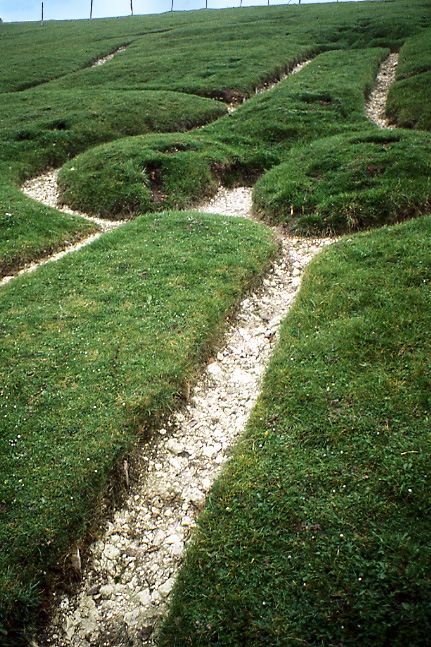
サーンアバスの巨人（ペニス部分拡大）

サーン・アバスの巨人（Cerne Abbas Giant）は、幅30 cmの線で画かれた巨大な裸の男のヒルフィギュアである。長さ55 m、幅51 m。巨人の右手には長さ36 mの巨大な棍棒が握られている。イングランド・ドーゼット州ドーチェスターの北、サーンアバス近くの丘の斜面に刻まれており、谷の向かい側からが最もよく見える。
中世の記録には、この丘の土塁（巨人の右上にある）についての記述はあるものの、巨人に関しては触れられていないため、このヒルフィギュアはそれより後の作、約400年ほど前のものだろうと推測されている。ちなみに、近くにある「アフィントンの白馬」については、中世の記録も残っている。このヒルフィギュアについての最も古い記録は、1694年の補修費用についてのもの。1751年のガイドブックには「前世紀に作られたもの」と記されている。
現在の説では、イギリス市民革命時に、荘園領主ホレス卿（Denzil Holles）の家来により作られたと考えられている。オリバー・クロムウェル（敵対者から「イギリスのヘラクレス」と馬鹿にされていた）を風刺するために描かれたのではないかとも推測されている。地元の言い伝えでは、この丘で殺された本物の巨人の死体をなぞったものだとされている。
特徴的な大きな睾丸と勃起したペニスが画かれているため、昔から生殖の象徴とされており、現在でも子供を望むカップルが訪れることがある。

## ヒルフィギュアを題材とした作品
- イギリスのロックグループXTCのアルバム『イングリッシュ・セツルメント（English Settlement）』：カバーに「アフィントンの白馬」が使われている
- ローズマリー・サトクリフ『ケルトの白馬（Sun Horse, Moon Horse）』：「アフィントンの白馬」がなぜ描かれたかをテーマにしたヤングアダルト小説
- マーカス・セジウィック『Witch Hill-魔女が丘（Which Hill）』：埋もれたヒルフィギュアの復活作業を題材にしたヤングアダルト向けホラー・ミステリー
- ディック・キング＝スミス『白い馬をさがせ（Find the White Horse）』：迷子になった犬が「馬のヒルフィギュア」を頼りに飼い主の家を探す児童小説